# أبو عبد الله الفلبيني
أبو عبد الله الفلبينيإيسنيلون هابيلون  (ولد في 18 مارس 1966 - 16 أكتوبر 2017) وهو أمير تنظيم الدولة الإسلامية في شرق آسيا. كان قائدًا سابقًا في جماعة أبو سياف قبل بيعة الكتائب لأبي بكر البغدادي وتحويل اسمها إلى أنصار الخلافة في الفلبين ثم إلى ولاية شرق آسيا. وفي أبريل 2016 نشرت «صحيفة النبأ» الصادرة عن لتنظيم الدولة الإسلامية خبر تعيينه «أمير للدولة الإسلامية في الفلبين وشرق آسيا».

## نشأته
ولد أبو عبد الله في 18 مارس 1966 في باسيلان في الفلبين، ولكن تاريخ الميلاد الموجود في شهاداته المدرسية هو 10 مارس 1968. لديه خمسة أشقاء، وكان والده إمام القرية.
التحق بالمدرسة الابتدائية في عام 1978، وأنهى الداراسة في عام 1984 بمجموع 78%، ثم التحق في المدرسة الوطنية العليا في باسيلان. وذكرت صحيفة ستريتس تايمز أنه حصل على شهادة الهندسة من جامعة الفلبين، وفي 31 مايو 2017 نفت جامعة الفلبين ذلك. يتحدث أبو عبد الله اللغة التوسوكية واللغة التاغالوغية واليكنية واللغة العربية واللغة الإنجليزية. كما سافر إلى المملكة العربية السعودية وماليزيا من قبل.

## نشاطه العسكري

### جبهة تحرير مورو الوطنية
انضم لجبهة تحرير مورو الوطنية في 1985، وسافر بين سولو وباسيلان، وأصبح الناطق الرسمي باسم القائد براهما سالي في عام 1992، وبعد وفاة سالي في 1994 التقى بعبد الرزاق أبو بكر جنجلاني.

### جماعة أبو سياف
انضم إلى جماعة أبو سياف مع الساخطين على جبهة مورو لإجرائها مفاوضات مع الحكومة، وترقى في صفوف جماعة أبو سياف ليصبح واحد من قادة الجماعة.
- شارك في عملية دوس بالماس 2002 التي تم فيها اختطاف سبعة عشر فلبيني وثلاثة أمريكي كرهائن، وتم قطع رأس أحد الأميركان،[19][20][21][22] وفي 24 فبراير 2006 قام مكتب التحقيقات الفدرالي بوضعه على قائمة المطلوبين جنبًا إلى جنب مع قادة جماعة أبو سياف.[23] وعرضت وزارة الخارجية الأمريكية مكافأة تصل إلى 5 مليون دولار للحصول على معلومات تؤدي إلى اعتقاله.
- في يوليو 2002 داهمت السلطات الفلبينية أحد المساكن مدينة زامبوانجا بهدف القبض عليه، ولكن لم تجده لأنه تمكن من الهرب قبل وصولهم.[24]
- في مايو 2008 أصيب في يده خلال عملية عسكرية في جولو، وأُصيب ابنه الطبري معه.[25][26]
- أُصيب في أبريل 2013 في الهجوم العسكري الذي قُتِلَ فيه ثمانية من رفاقه، وأُصيب بجرح طفيف في رأسه أثناء الغارة.[27][28]

### فرع الدولة الإسلامية في الفلبين
- في 23 يوليو 2014 ظهر في مقطع فيديو جنبًا إلى جنب مع رجال ملثمين يحملون راية العقاب، وأعلنوا فيه البيعة لأبي بكر البغدادي.[29][30][31][32][33][34]
- في 9 أبريل 2016 قاد 150 مقاتل في هجوم ضد القوات الحكومية في تيبو-تيبو في باسيلان، وقتل ثمانية عشر جنديًا وأصاب أكثر من خمسين جندي بجروح.[35][36][37]
- في 21 يونيو 2016 ظهر في مقطع فيديو بعنوان «هيكل متين»، وأُعلان عن تعيينه أمير على شرق آسيا، كما دعا المسلمين في جنوب شرق آسيا للسفر إلى الفلبين للمشاركة في الجهاد.[38]
- في مايو 2017 بدأت معركة مراوي والتي سيطرت فيها قواته على أجزاء شاسعة من المدينة.[39]